# Tityus carolineae
Espèce
Tityus carolineae est une espèce de scorpions de la famille des Buthidae.

## Distribution
Cette espèce se rencontre au Suriname et au Guyana.

## Description
Les mâles mesurent de 82 à 100 mm et les femelles de 70 à 84 mm.

## Étymologie
Cette espèce est nommée en l'honneur de Caroline Pepermans.

## Publication originale
- Kovařík, Teruel, Cozijn & Seiter, 2013 : « Tityus carolineae sp. n. from Suriname and Guyana (Scorpiones: Buthidae). » Euscorpius, no 178, p. 1-9 (texte intégral).